# قائمة سلالات خيول شمال إفريقيا
تدجين الفرس واستأناسه قديم جدا في منطقة شمال إفريقيا، تختلف ميزاته كاختلاف المشاهد الطبيعية في شمال إفريقيا بين الجبل والصحراء، استعمله البشر في القدم للركوب والتنقل أو للأشغال أو للأغراض العسكرية أو للقيم الرمزية التي يمثلها هذا الحيوان النبيل، كاتخاذه مرافقا في الصداقة والاستأناس والتنزه والصيد ورياضة الفروسية، لمدى القيم المعنوية والجمالية التي يمثلها الفرس في ثقافة الإنسان وعلاقته بجمال وحب الطبيعة والتواصل معها.
وتضم هذه القائمة سلالات الخيول التي تعتبر جذورها ونشوءها وتطورها واقع في منطقة شمال أفريقيا.
 منها سلالات منقرضة وأخرى لازالت مستمرة وأخرى مهددة بالانقراض. قد توجد سلالة واحدة في أكثر من دولة كموطنها الأصلي حيث لا تعرف الطبيعة الحدود السياسية بين الدول.

## القائمة

الدول التي تشملها قائمة سلالات خيول شمال إفريقيا+موريتانيا

| اسم سلالة الفرس       | المنطقة أو البلد الأصلي (بلد نشأة وتطور السلالة) | ملاحظات | الصورة |
| --------------------- | ------------------------------------------------ | --- | ------ |
| Baladi Egyptian       | مصر                                              | |        |
| حصان بربري            | الجزائر, مالي, موريتانيا, المغرب, السينغال, تونس | |        |
| حصان دنقلا            | تشاد, إريتريا, مالي, السودان                     | |        |
| حصان الحمداني Hamdani | تونس                                             | هو أحد أنواع الخيول المتأصل من حصان الكحيلان، عرفت الحمداني عند بدو الصحراء خصوصا في تونس. كما وجد وعرف في سوريا وإيران، ويعتبر أكبر أنواع الخيل العربية استعمالا في مجال الرياضة. |        |
| Hodh                  | مالي, موريتانيا                                  | |        |
| Le poney des Mogods   | تونس                                             | |        |
| Nefza Pony            | تونس                                             | منقرض |        |
| الحصان السوداني       | السودان                                          | |        |
| حصان التوليد          | السودان                                          | |        |
| West African Barb     | الجزائر, تشاد, غانا, موريتانيا , السينغال, تونس  | |        |
| حصان دنقلا            | جمهورية إفريقيا الوسطى , السودان                 | |        |
| فرس قزم غرب السودان   | السودان                                          | |        |